# Matsanjeni South
Matsanjeni South (auch Matsanjeni) ist ein Inkhundla (Verwaltungseinheit in der Bantusprache) im äußersten Südosten der Region Shiselweni in Eswatini. Das Inkhundla ist geprägt von den Nkondolo Hills und Mabandebande Hills; es ist 416 km² groß und hatte 2007 gemäß Volkszählung 16.238 Einwohner.

## Geographie
Das Inkhundla liegt im Osten der Region Shiselweni. Die namengebende Siedlung liegt in der Ebene des Sitilo-Flusses, der nach Süden die Grenze zu Südafrika übertritt und zum Phongolo hin entwässert. Hauptverkehrsader ist die MR 11.
Im Norden schließt sich das Inkhundla Matsanjeni North an, das bereits zur Region Lubombo gehört.

## Gliederung
Der Bezirk gliedert sich in die Imiphakatsi (Häuptlingsbezirke) Bhambitje, Dinabanye, Kwaluseni/Mgamu, Nkonka, Nsalitje und Qomintaba.